# Miguel Casado
Miguel Casado Mozo (Valladolid, 1954) es un poeta, crítico literario y traductor español.

## Biografía
Nació en Valladolid en 1954 y reside en Toledo desde 1996. Su amplio trabajo como escritor se ha desarrollado paralelamente en la poesía, el ensayo y la crítica literaria, y la traducción. Está casado con la poetisa asturiana Olvido García Valdés.
Como poeta, obtuvo el Premio Hiperión en 1987. Textos suyos han aparecido en francés, inglés, alemán, portugués, neerlandés y árabe. 
Como crítico ha preparado ediciones de Antonio Gamoneda, José-Miguel Ullán o Vicente Núñez y publicó, a lo largo de casi tres décadas, sus notas de actualidad o sus ensayos en periódicos y revistas como El País, Diario 16, ABC, La Vanguardia, El Norte de Castilla, Archipiélago, Cuadernos Hispanoamericanos, El Urogallo, Ínsula, Cuadernos del Norte, Revista de Libros, Un ángel más, Espacio/Espaço escrito, La alegría de los naufragios, Revista de Occidente, La Balsa de la Medusa..., en las mexicanas Vuelta, El poeta y su trabajo, Periódico de Poesía, Fractal o Letras Libres, en la argentina Diario de Poesía, la peruana Hueso húmero, las francesas Magazine Littéraire, Europe o Nouveau Recueil, la inglesa Agenda, la italiana Soglie o la portuguesa A Phala. 
De su intensa actividad editorial y cultural, destaca su participación en revistas: codirector desde 1981 de Los Infolios, fue cofundador y miembro del consejo editor de El signo del gorrión durante toda su trayectoria y de la comisión permanente de la revista hispano-portuguesa Hablar/Falar de Poesia. Dirigió la colección de libros de ensayo Dossoles-Crítica. Ha sido miembro del colectivo "Estudios de Poética". Codirigió con Olvido García Valdés el ciclo "Poetas para pensar el siglo", celebrado en el Círculo de Bellas Artes de Madrid, entre 2001 y 2004, y ha dirigido e impartido diversos talleres, seminarios, ciclos y congresos sobre poesía en general o sobre poetas en particular. Es editor de algunos libros colectivos.

## Obras

### Poesía
- Invernales, 1985. Reedición parcial: Para una teoría del color, 1995.
- La Condición de pasajero, 1986
- Inventario (II Premio Hiperión de Poesía), 1987
- Falso movimiento 1993
- La mujer automática", 1996
- El aire, 2002
- Tienda de fieltro", 2004
- El sentimiento de la vista, 2015. Obra finalista del Premio de la Crítica de Castilla y León en 2016.[4]

### Ensayo y crítica literaria
- De los ojos ajenos : lecturas de Castilla, León y Portugal, 1999
- Apuntes del exterior 1999
- La puerta azul: las poéticas de Aníbal Núñez, 1999
- Del caminar sobre hielo, 2001
- Mar interior, poetas de Castilla-La Mancha, 2002
- La poesía como pensamiento, 2003
- El vehemente, el ermitaño: lecturas de Vicente Núñez, 2004
- Archivos : lecturas, 1988-2003, 2004
- Ramón del Valle Inclán, 2005
- Los artículos de la polémica y otros textos sobre poesía, 2005
- Deseo de realidad, 2006
- El curso de la edad: lecturas de Antonio Gamoneda, 2009
- La experiencia de lo extranjero. Ensayos sobre poesía, 2009
- La palabra sabe, y otros ensayos sobre poesía, 2012.
- Literalmente y en todos los sentidos. Desde la poesía de Roberto Bolaño, 2015.
- La ciudad de los nómadas. Lecturas de Miguel Casado, Dirección de Literatura, UNAM/DGP Secretaría de Cultura, México 2018.
- Un Discurso Republicano. Ensayos sobre Poesía, 2019[1]
- La ciudad de los nómadas. Lecturas, Libros de la resistencia, Madrid 2020.

### Traducciones
- Verlaine, Paul La buena canción; Romanzas sin palabras; Sensatez. Cátedra, 1991.
- San Geroteo, R., La palabra de un hombre. Icaria, 1999.
- Ponge, Francis, La soñadora materia. Galaxia Gutenberg, 2006.
- Arthur Rimbaud, Obra poética completa (en colaboración con Eduardo Moga). Galaxia Gutenberg, 2007.
- Poe, Baudelaire, Mallarmé, Valéry, Eliot, Matemática tiniebla. Genealogía de la poesía moderna (en colaboración con Jordi Doce), edición de Antoni Marí. Galaxia Gutenberg, 2010.
- Bernard Noël, El resto del viaje y otros poemas (Le Reste du voyage) (en colaboración con Olvido García Valdés). Abada, 2014.
- Bernard Noël, Diario de la mirada (Journal du regard). Libros de la Resistencia, 2014.
- Bernard Noël, Extractos del cuerpo (Extraits du corps). Vaso Roto, 2019.

### Artículos
- Artículos de Miguel Casado en Dialnet
- Artículos de Miguel Casado en 'Tamtampress'
- Artículos de Miguel Casado en 'Periódico de Poesía'
- Artículos de Miguel Casado en 'Rebelión'.